# 北31線
北31線 保長坑－平溪，是位於新北市的一條鄉道，北起新北市汐止區保長坑，南至新北市平溪區平溪，全長18.330公里，俗稱汐平公路。1961年此路首次列入鄉道系統，並保持相同編號至今。惟當時通車路段僅限前四公里（至石硿子），1983年才將石硿子－平溪路段編入本鄉道。

## 路線說明
北31線自保長坑台5甲線起沿基隆河支流保長坑溪溪谷往東南行，過石硿子後開始出現髮夾彎並漸漸增加高度。1966年時終點大約就在石硿子附近的仁愛橋。在區界翻越磐石嶺（最高點），翻越後有極多的連續髮夾彎，也使得北31線高度得以下降並接上三坑溪溪谷中路線。

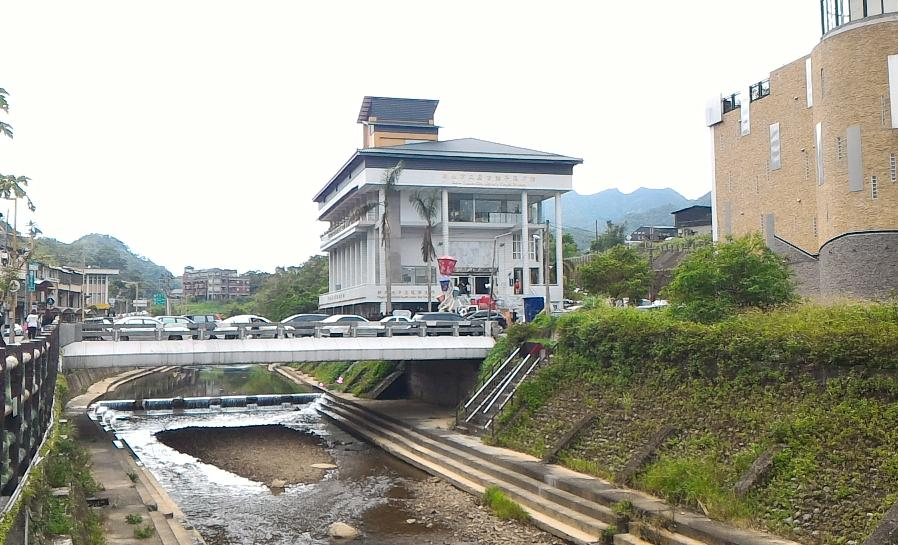
平十公路旁看終點汐平橋

下山後抵達平溪街口，可透過此街更快通往平溪車站與平溪市區。北31線則暫時向西，過莊敬橋跨越平溪線鐵路後再轉東與鐵路並行，最後由汐平橋過基隆河接上平十公路。
本線為汐止、平溪兩地間的交通要道與捷徑，亦為沿線重要聚落東山里對外聯絡的重要道路。本線有汐止社區巴士汐平線行駛，平日駛至仁愛橋，假日延駛平溪，此巴士路線為唯一行駛汐平公路的公車。由臺灣堡圖上可見過去汐止、平溪間即有小徑得以通行，惟當時路線較直且陡。
新北市
- 汐止區：保長坑（起點，台5甲線岔路）→ 汐平公路 → 區界
- 平溪區：區界 → 汐平公路 → 平溪汐平橋（終點，106線岔路）

## 沿線設施與景觀
- 保長坑溪、石硿子溪[3]、三坑溪[3]
- 忠孝橋
- 東山國小
- 仁愛橋
- 莊敬橋（跨越台鐵平溪線）
- 平溪老街
- 原平溪鄉鄉民代表會
- 平溪區圖書館